# Chou Tien-chen
Chou Tien-chen, né le 8 janvier 1990 est un joueur de badminton taïwanais évoluant en simple hommes. En 2014, il remporte son premier tournoi dans la catégorie des BWF Super Series en gagnant l'Open de France après une victoire en finale contre le Chinois Wang Zhengming.

## Résultats individuels
| Année               | Compétition     | Niveau      | Lieu      | Résultat  |
| ------------------- | --------------- | ----------- | --------- | --------- |
| 2024                | Open du Japon   | Super 750   | Yokohama  | Finaliste |
| 2023                | Open de Suisse  | Super 300   | Bâle      | Finaliste |
| 2015                |                 |             |           |           |
| Open de Taïwan      | Grand Prix Gold | Taipei      | Finaliste |           |
| 2014                |                 |             |           |           |
| Open de France      | Super Series    | Paris       | Vainqueur |           |
| Bitburger Open      | Grand Prix Gold | Saarbrücken | Vainqueur |           |
| Open des États-Unis | Grand Prix Gold | Brentwood   | Finaliste |           |
| 2013                |                 |             |           |           |
| Bitburger Open      | Grand Prix Gold | Saarbrücken | Vainqueur |           |
| 2012                |                 |             |           |           |
| Bitburger Open      | Grand Prix Gold | Saarbrücken | Vainqueur |           |
| Open du Canada      | Grand Prix      | Richmond    | Vainqueur |           |
| Open de Taïwan      | Grand Prix Gold | Taipei      | Finaliste |           |
| 2011                |                 |             |           |           |
| Open des Pays-Bas   | Grand Prix      | Almere      | Finaliste |           |